# Abraham Klein (Schiedsrichter)
Abraham Klein (hebräisch אברהם קליין‎; * 29. März 1934 in Timișoara, Rumänien) ist ein ehemaliger israelischer Fußballschiedsrichter. Zwischen den späten 1960er und frühen 1980er Jahren leitete Klein, der neben Hebräisch und Ungarisch auch Rumänisch und Englisch spricht, bedeutende Spiele bei mehreren Weltmeisterschaften und olympischen Turnieren.

## Leben und Wirken
Der nur um die 155 cm große Abraham Klein, dessen Vater in der Reserve der ungarischen Spitzenmannschaft MTK Budapest spielte, kam nach dem Zweiten Weltkrieg über die Niederlande, wohin er zusammen mit 500 weiteren jüdischen Kindern zur Erholung verbracht worden war, nach Israel. Eine viel erzählte Geschichte ist, dass Abraham Klein sich bei einem Schneider seine ersten langen Hosen besorgen sollte, dieser aber als Schiedsrichter zu einem Spiel musste und Abraham mitnahm. Während des Spieles verletzte sich der Schneider, Jonas mit Namen, und beauftragte den jungen Abraham, die Pfeife von ihm zu übernehmen. Noch in späten Jahren beklagte sich Abraham Klein, dass er nie seine Hosen bekam, es begann aber eine lange internationale Schiedsrichterkarriere.

### Olympia und Weltmeisterschaft in Mexiko 1968 und 1970
Das erste bedeutende Turnier, an dem Abraham Klein teilnahm, waren die Olympischen Sommerspiele 1968 in Mexiko-Stadt. Neben einem Gruppenspiel leitete er vor 105.000 Zuschauern im Aztekenstadion das Spiel um die Bronzemedaille, bei dem Außenseiter Japan den Gastgeber Mexiko mit 2:0 besiegte.
1969 leitete er ein Spiel zwischen Hapoel Nahariya und dem FC Bayern Hof – erst 40 Jahre später wurde er von einem deutschen Dokumentatoren auf die historische Bedeutung der Partie hingewiesen: Es war das erste Fußballspiel zwischen Mannschaften aus Israel und Deutschland.
Bei der ebenfalls in Mexiko stattfindenden Fußball-Weltmeisterschaft 1970 war er Linienrichter und leitete beim 1:0-Erfolg Brasiliens im Gruppenspiel gegen den amtierenden Weltmeister England, wofür er 10 Pfund Sterling erhielt, eine der besten Partien des Turniers. Nach eigenen Aussagen ließ er das Spiel einige Minuten über die reguläre Spielzeit hinauslaufen, weil die Spieler den Schlusspfiff überhört hatten und ihm das Spiel so viel Freude machte.
1972 war er einer der am meisten beschäftigten Schiedsrichter bei der Taça Independência in Brasilien, einem Turnier, an dem 20 Nationalmannschaften und Kontinentalvertretungen teilnahmen. Dabei pfiff er auch den 1:0-Sieg Brasiliens über Portugal im Finale vor mehr als 100.000 Zuschauern im Maracanã.
Nachdem er weder beim olympischen Fußballturnier 1972 noch bei der Weltmeisterschaft 1974 berücksichtigt worden war, war sein nächster Einsatz bei einem bedeutenden internationalen Turnier erst bei den Olympischen Spielen 1976 im kanadischen Montreal. Neben einem Gruppenspiel leitete er wie schon acht Jahre zuvor das Bronzemedaillenspiel, bei dem die UdSSR gegen die brasilianische Olympiaauswahl 2:0 gewann.

### Weltmeisterschaft 1978 in Argentinien
Bei der Weltmeisterschaft 1978 in Argentinien leitete er im Estadio Monumental von Buenos Aires das Spiel Argentinien gegen Italien, die einzige Niederlage der Gastgeber im Turnier. Beim 1:0-Sieg der Italiener im Vorrunden-Gruppenspiel warfen ihm die Argentinier vor, ihnen in der ersten Halbzeit einen Elfmeter versagt zu haben. Es fand Beachtung, dass er in diesem Spiel nur eine einzige gelbe Karte zeigte. Er leitete auch das Zwischengruppenspiel zwischen Deutschland und Österreich, das Österreich überraschend mit 3:2 gewann. Die Österreicher bezeichnen dieses Spiel seither als das „Wunder von Córdoba“, während es in Deutschland, das sich damit nicht für die letzten Vier qualifizieren konnte, als „Schmach von Córdoba“ Teil der Fußball-Folklore wurde.
Es wird berichtet, dass Klein Favorit für das Amt des Hauptschiedsrichters für das Finale zwischen Argentinien und den Niederlanden gewesen sei, er aber von Argentinien aufgrund von etwaigen niederländisch-israelischen beziehungsweise niederländisch-jüdischen Querverbindungen abgelehnt worden sei. Während das Finale dem Italiener Sergio Gonella übertragen wurde, hatte Abraham Klein zum dritten Mal die Ehre, ein Spiel um den dritten Platz bei einem großen internationalen Wettbewerb zu leiten. Dabei gewann Brasilien gegen Italien mit 2:1.

### Spätere Karriere
Im Juni des Jahres darauf leitete er ein Spiel zwischen einer FIFA-Weltauswahl und Argentinien, das im Bonarenser Estadio Monumental am Jahrestag des Weltmeisterschaftsfinales ausgetragen wurde. Die Argentinier mit dem jungen Diego Maradona unterlagen der Weltelf, die unter anderem mit Zico und Michel Platini sowie Bruno Pezzey aus Österreich und dem „Bananenflanker“ Manfred Kaltz aus Deutschland antrat, mit 1:2.
Im Februar 1981 leitete er in Tokio die Partie um den Weltpokal von 1980 zwischen Nottingham Forest aus England und Nacional Montevideo aus Uruguay, aus dem die Südamerikaner mit einem 1:0-Erfolg zum dritten Mal als beste Vereinsmannschaft der Welt hervorgingen.
Weltmeisterschaft 1982 in Spanien
Bei der Weltmeisterschaft 1982 in Spanien leitete er das dramatische Spiel zwischen Italien und Brasilien, in dem sich die Südeuropäer dank dreier Tore des Turnier-Torschützenkönigs Paolo Rossi mit 3:2 gegen Zico, Sócrates, Roberto Falcão und Co., die vielleicht spielfreudigste brasilianische Mannschaft aller Zeiten, durchsetzten und einen Platz unter den letzten Vier sichern konnten. Im Finale des Turniers, bei dem Deutschland gegen Italien mit 1:3 deutlich unterlag, war Brasilien damit nur durch den Hauptschiedsrichter Arnaldo Cézar Coelho vertreten, dem Abraham Klein als Linienrichter assistierte.
Neben seiner Schiedsrichterei in Israel, bei der er weit weniger unumstritten war als auf internationalem Gefilde, war er auch in der Blütezeit der North American Soccer League zwischen 1977 und 1981 tätig.
Nach insgesamt 22 A-Länderspielen nahm er 1986 bei einem Spiel zwischen Maccabi Haifa FC und dem 1. FC Köln Abschied vom großen Fußball. Die Gastgeber gewannen dabei mit 2:1. Er behielt aber sein Interesse am Jugendfußball und leitete noch, wie schon seit 1980, bis 2000 Spiele des Dallas Cups.

## Privates
Sein Sohn Amit Klein kann ebenfalls auf eine erfolgreiche Schiedsrichterkarriere, wenngleich in kleinerem Maßstab, zurückblicken und leitete Spiele zur UEFA Champions League und der Weltmeisterschaftsqualifikation. Er wurde zuletzt israelischer Schiedsrichterobmann. Abraham Klein selbst, beruflich Sportlehrer im Schuldienst, zuletzt in einer höheren Verwaltungsposition, lebt in einer Wohnung am Strand von Haifa, der Stadt, in der er den größten Teil seines Erwachsenenlebens verbrachte.

## Schriften
1995 wurde das Buch The Referee's Referee: Becoming the Best veröffentlicht, in dem Abraham Klein zusammen mit Ruby Shalev durch den Autoren Paul Harris ihre Vorstellungen, wie man ein erfolgreicher Schiedsrichter wird, vermitteln.
2010 veröffentlichte Abraham Klein in Israel seine Autobiographie אמן המשרוקית, (etwa Kunst der Pfeife).

## Karrierehöhepunkte
- Olympische Spiele: 1968, 1976 (jeweils Spiel um den Dritten Platz)
- Fußball-Weltmeisterschaft: 1970, 1978 (Spiel um den Dritten Platz), 1982
- Taça Independência (Brasilien, 1972)